# Високе (Чудовський район)
Високе (рос. Высокое) — присілок в Чудовському районі Новгородської області Російської Федерації.
Населення становить 58 осіб. Входить до складу муніципального утворення Трегубовське сільське поселення.

## Історія
Від 2004 року входить до складу муніципального утворення Трегубовське сільське поселення.

## Населення
| 2010 |
| ---- |
| 58   |